# Markus Mappus

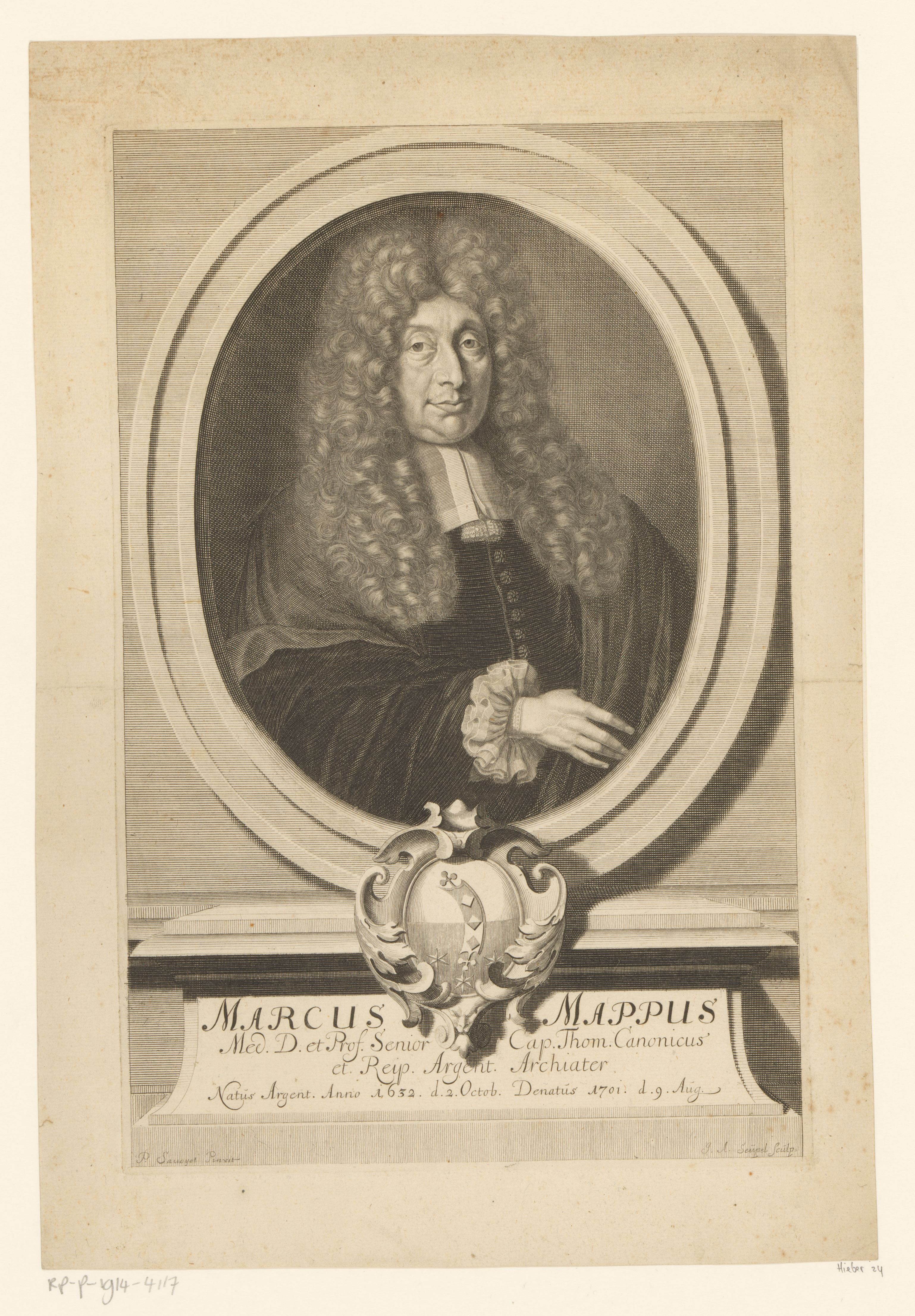
Markus Mappus

Markus Mappus (auch  Marc Mapp, Marcus Mappus, Marc Mappus, Marco Mappo oder Marci Mappi; * 28. Oktober 1632 in Straßburg; † 9. August 1701 ebenda) war ein elsässischer Arzt und Hochschullehrer.

## Leben
Mappus studierte zunächst an der Universität Straßburg, dann an der Universität Padua Medizin. Nach seiner Rückkehr aus Padua wurde er zunächst 1653 zum Dr. med. promoviert. Anschließend habilitierte er sich dort als praktischer Arzt.
Er wurde in Straßburg ordentlicher Professor der Botanik und später auf den Lehrstuhl der praktischen Medizin berufen. Zudem wurde er zum Kanoniker an der Thomaskirche in Straßburg ernannt.
Er galt als eifriger Vertreter der alten griechischen Heilkunde, insbesondere der Lehren von Hippokrates von Kos und Galenos.

## Publikationen (Auswahl)
- Dissertatio de voce articulata, 1681.
- mit Benjamin Gloxin: Peri Tēs Chlōrōseōs Seu De Foedis Virginum Coloribus, Argentorati, Spoor 1682.
- Historia med. de acephalis, 1687.
- Catalogus plantarum horti medici Argentoratensis, 1691.
- mit Johann Sigismund Henninger: Disputatio Medica. De Cephalalgia, quam Divina Favente Gratia sub Praesidio (.) Marci Mappi. Argentorati (Strasbourg), Johann Pastor, 1691.
- Historia plantarum Alsaticarum, 1742 (posthum von Johann Christian Ehrmann herausgegeben).